# John Caldwell Calhoun Sanders
Pour les articles homonymes, voir Sanders.
John Caldwell Calhoun Sanders (4 avril 1840 - 21 août 1864) est l'un ses plus jeunes brigadiers généraux de l'armée des États confédérés pendant la guerre de Sécession (guerre civile). Il est tué à la bataille de Globe Tavern le long du chemin de fer de Weldon pendant le siège de Petersburg, en Virginie, le 21 août 1864.

## Avant la guerre
John C. C. Sanders naît le 4 avril 1840 à Tuscaloosa, en Alabama,. Il grandit à Clinton, dans le comté de Greene, de l'Alabama. Il commence des études à l'université de l'Alabama, en 1858, mais quitte l'école à s'enrôler dans l'armée des États confédérés comme soldat au déclenchement de la guerre de Sécession en avril 1861.

## Guerre de Sécession
John C. C. Sanders est élu capitaine de la compagnie E du 11th Regiment Alabama Volunteer Infantry, le 11 juin 1861.
Le 11th Alabama Infantry est d'abord engagé dans un combat à la bataille de Seven Pines. Pendant la bataille de sept jours, après avoir combattu lors de la bataille de Gaines Mill, Sanders est gravement blessé à la jambe par un éclat d'obus lors de la bataille de Glendale (Frayser's Farm), le 30 juin 1862, dans le comté de Henrico, en Virginie. Néanmoins, il reprend le commande du régiment le 11 août 1862 comme il est l'officier le plus ancien en activité. Il est de nouveau blessé à la deuxième bataille de Bull Run le 30 août 1862. Sanders est officiellement promu colonel après la bataille d'Antietam (Sharpsburg, Maryland), le 17 septembre 1862, où son visage est blessé par des pierres projetées par l'explosion d'un obus.
Sanders combat lors de la bataille de Fredericksburg, la bataille de Salem Church, et à la bataille de Gettysburg, où il est blessé au genou, le 2 juillet 1863. Pendant qu'il recouvre la santé, il siège à une cour martiale en tant que président de la division de la cour martiale. Il retourne dans son régiment à temps pour le commander lors de la campagne de l'Overland. Il commande l'ancienne brigade de Cadmus M. Wilcox de la division de Richard H. Anderson du troisième corps de l'armée de Virginie du Nord lors de la campagne de Bristoe et de la campagne de Mine Run. Par la suite, le brigadier général Abner Monroe Perrin retourne au commandement de la brigade, et Sanders reprend le commandement de son régiment jusqu'à ce que Perrin soit tué à la bataille de Spotsylvania Court House. Sanders mène ensuite sa brigade et aide à reprendre le saillant de « Mule Shoe ». Pour ses actions et ses services à Spotsylvania Court House, Sanders est promu brigadier général le 31 mai 1864, sous la section de la loi confédérée autorisant la nomination d'officiers généraux à titre temporaire.
Sanders reçoit le commandement d'une brigade de régiment de l'Alabama autrefois commandée par le brigadier général Cadmus M. Wilcox. Il agit avec compétence et bravoure lors de la bataille de Cold Harbor et aux premières opérations du siège de Petersburg. Au sein de la division du major général William Mahone, la brigade de Sanders participe à la défense de la ligne confédérée pendant la bataille du Cratère, le 30 juillet 1864, où il dirige sa brigade lors de la contre-attaque confédérée.
Le brigadier général Sanders est tué au combat lors d'un engagement le long du chemin de fer de Weldon, en Virginie, qui est généralement connu comme la bataille de Globe Tavern (aussi connue comme la deuxième bataille de la Weldon Railroad), le 21 août 1864 lorsqu'il est touché aux deux cuisses et saigne à mort en quelques minutes.

## Suite
Sanders est enterré dans le cimetière d'Hollywood à Richmond, en Virginie. Les Eichers déclarent qu'il a été réinhumé en Alabama, en 1918.